# Strada statale 390 di Bari Sardo
La strada statale 390 di Bari Sardo (SS 390) è una strada statale italiana di rilevanza locale.

## Percorso
Ha inizio a Lanusei, in provincia di Nuoro, dalla strada statale 198 di Seui e Lanusei, e ha un tracciato abbastanza impervio e curvilineo. Digradando verso la costa, l'unico comune che attraversa è Loceri. Termina infine a Bari Sardo, immettendosi sulla strada statale 125 Orientale Sarda.